# Az Ausztrál Államszövetség történelme

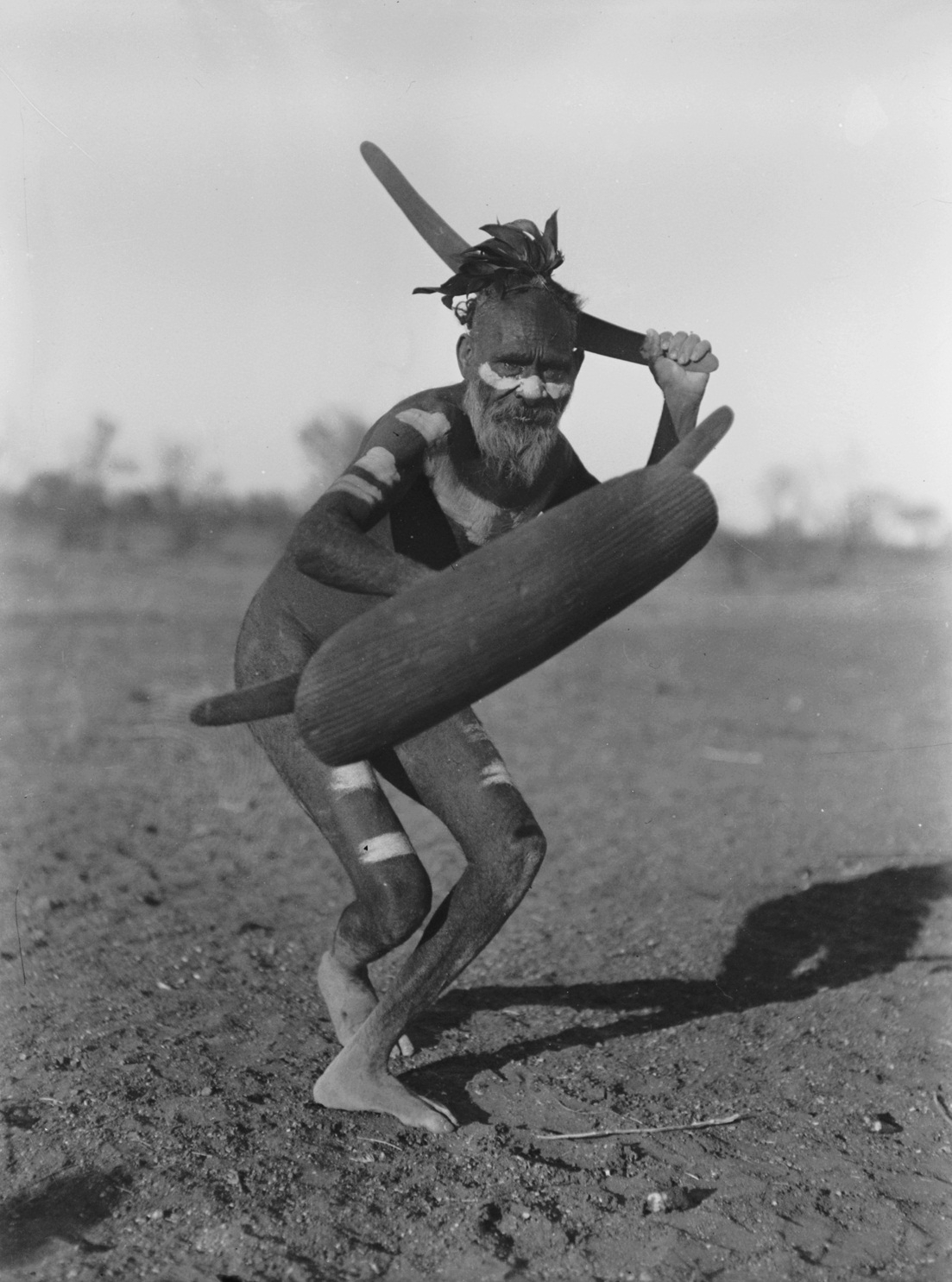
Egy őslakó pajzzsal és bumeránggal. A bumerángot vadászatban és harcban is használták

Az Ausztrál Államszövetség történelme Ausztrália területének és népének, valamint a már korábban is az ausztrál kontinensen élő őslakóknak és a gyarmati társadalmaknak a történelmére utal. Az ausztrál őslakók Ausztrália szárazföldi részére a tengeren keresztül, Délkelet-Ázsia szigetvilágából érkeztek 40–70 ezer évvel ezelőtt. Az őslakók által kialakított művészeti, zenei és spirituális hagyományok az emberi történelem legrégebben fennmaradt hagyományai közé tartoznak.
1606-ban Willem Janszoon holland hajós volt az első európai, akiről ismert, hogy partra szállt Ausztráliában. A 17. században közel harminc további holland tengerész tett felfedezőutakat a nyugati és déli parton, ezért a földrészt Új-Hollandiának nevezték el. Legkésőbb 1720-tól Ausztrália északi részén makassari kereskedők tengeriuborkát vásároltak az őslakóktól. További európai felfedezők érkeztek, majd 1770-ben James Cook hadnagy Ausztrália keleti partját a térképen brit területként jelölve kedvező képet adott a Botany-öböl környékéről (a mai Sydney Új-Dél-Wales államban) induló gyarmatosítás lehetőségeiről.
A brit hajókból álló Első Flotta 1788 januárjában érkezett a Botany-öbölbe, hogy ott Ausztrália szárazföldi részén első gyarmatként büntetőgyarmatot hozzon létre. A következő száz évben a britek több gyarmatot is alapítottak a kontinensen, és az európai felfedezők a belső területekre is behatoltak. Az ausztrál őslakókat megtizedelték és nagyban meggyengítették az európaiak által magukkal hozott betegségek, valamint az ebben az időszakban a gyarmatosítókkal vívott harcok.
Az aranylázak és a mezőgazdaság révén fejlődésnek indult a gazdaság. A 19. század közepétől a hat brit gyarmaton autonóm parlamentáris demokráciák alakultak ki. A gyarmatok 1901-ben népszavazáson döntöttek az egyesülés és az Ausztrál Államszövetség létrehozása mellett, amivel megszületett a modern Ausztrália. A két világháborúban Ausztrália a britek oldalán harcolt, és a második világháború alatt a Japán Birodalom fenyegetésének hatására az Amerikai Egyesült Államok szövetségesévé vált. Egyre intenzívebb kereskedelmet folytatott Ázsiával, illetve a háborút követő bevándorlási programnak köszönhetően több mint 200 országból összesen 6,5 millió bevándorló érkezett Ausztráliába. A népesség 2014-ben már meghaladta a 23 milliót, miközben Ausztrália a világ 12. legnagyobb gazdaságává vált.

## Őslakók
Az angolszász gyarmatosítók előtt a kontinensen csak bennszülöttek éltek. Sorsuk számos rokon vonást mutat az észak-amerikai indián népek golgotájával.
A 18. századig e szinte teljesen lakatlan földrész Terra Australis Incognita-ként élt az európaiak gondolkodásában; egy kontinens ismeretlen határokkal. A kor térképészei Déli Földnek hívták. Ausztráliát ekkor már mintegy 40 000 éve lakták a bennszülöttek. Az őslakók a feltevések szerint Délkelet-Ázsiából, a mai Indonézia szigetei felől érkeztek. A legújabb antropológiai kutatások szerint Ausztráliában vívták az első csatát a Földön, mint ahogy gondolatait is itt rögzítette először az ember.
A bennszülöttek kultúrájának minden része a nomád életmódról tanúskodik. A mítoszok szerint őseik óriás kenguruk voltak (vagy kígyók, emuk), akik dalaikkal alkották meg a tájat, adtak életet a növényeknek, állatoknak, embereknek. A teremtés után eggyé váltak a Földdel (totemek tisztelete innen ered). A bumerángot kb. 10 000 évvel ezelőtt találták fel az őslakók, de csak néhány középső sivatagos területen használták, kisebb állatok elejtésére.

## Ausztrália felfedezése, gyarmatosítás

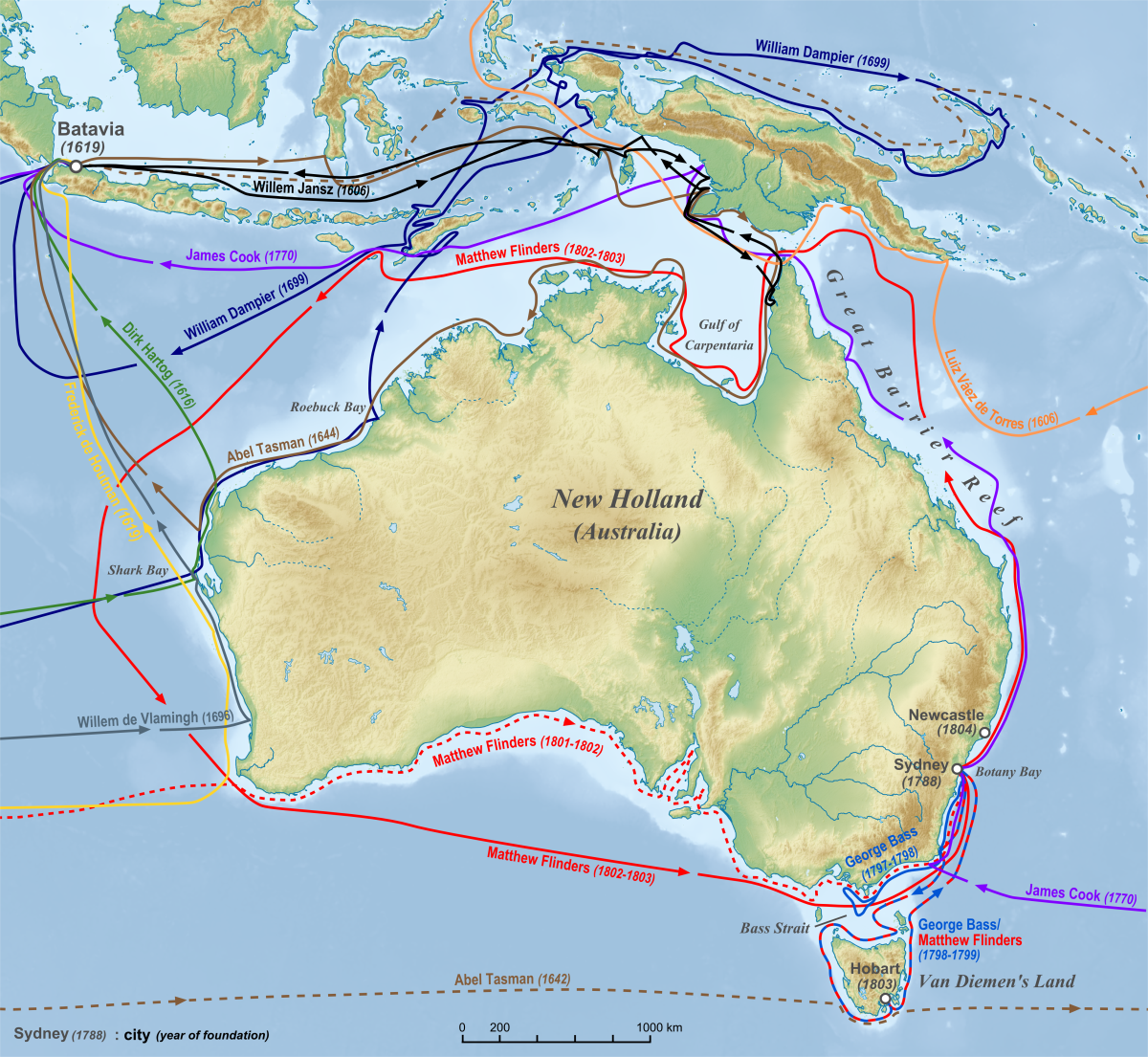
Az első, Ausztráliát elért európai felfedezők
1606 Willem Jansz
1606 Luis Váez de Torres
1616 Dirk Hartog
1619 Frederick de Houtman
1644 Abel Tasman

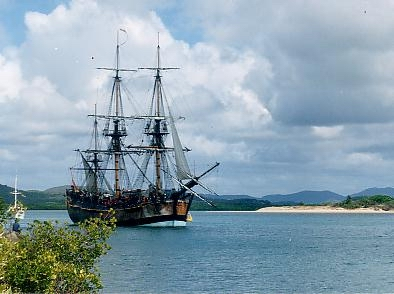
James Cook kapitány hajójának, a HM Bark Endeavour-nak 1988-ban készített mása Cooktownnál

A 15. században a kínai Cseng Ho admirális több felfedező utazást tett az Indiai-óceánon, de csak a szomáliai Mogadishuig jutott el. A kínaiakat az Indiai-óceánon a portugálok és a spanyolok követték, amikor a 16. században valószínűleg elérték Ausztrália északi partjait.
1602-ben megalapították a Holland Kelet-indiai Társaságot és kereskedelmi állomásokat alakítottak ki.
A holland Willem Jansz volt az első európai, aki partra szállt a kontinensen, 1606-ban. A földrészt Új-Hollandiának nevezték el.
1607-ben a spanyol Luis Vaez de Torres hajózott végig először a később róla elnevezett szoroson, mely Új-Guineát és a York-fokot kötötte össze.
1642-ben a holland Abel Tasman elérte a mai Tasmaniát, felfedezte Új-Zélandot.
A 17. század folyamán a hollandok feltérképezték az általuk Új-Hollandiának nevezett Nyugat- és Észak-Ausztrália partvonalát, de letelepedési szándékot nem mutattak.
1770-ben James Cook végighajózott és feltérképezte a keleti partvonalat, melyet Új-Dél-Wales-nek nevezett és III. György király utasítására brit fennhatóság alá vonta azt 1770. augusztus 22-én.
Az amerikai függetlenségi háborúban az angolok elvesztették újvilági gyarmataikat. Minthogy ezért fegyenctelepek nélkül maradtak, figyelmük Ausztrália felé fordult.
1788-ban Arthur Phillip kapitány 11 hajóból álló flottája 1788. január 18-20. között érkezett a mai Sydney déli külvárosai, a nemzetközi repülőtér és kereskedelmi kikötő környékén található Botany-öbölbe, mintegy 1350 emberrel, katonákkal, fegyencekkel és hivatalnokokkal a fedélzeten. Hamarosan rátaláltak azonban a jóval védettebb és letelepedésre alkalmasabb Port Jackson öbölre, a mai Sydney Harbourra, amely a mai világváros alapításának is tekinthető. Az első fehér település a brit belügyminiszter tiszteletére Sydney Cove-nak nevezett városnegyed a világhírű Operaház épületének helyén 1788. január 26-án (Ausztrália nap) az Egyesült Királyság fegyencgyarmataként alapíttatott.
A második flotta, melyet gyakran a „halál flottájaként” is emlegettek (278 elítélt vesztette életét a hónapokig tartó út során az első flotta 48 halálos áldozatával szemben és a túlélők is komoly betegen szálltak partra) érkezése 1790-ben életmentő ellátmánnyal megrakva érkezett. Habár az első civil telepesek már 1793-ban megérkeztek, 1823-ig Új-Dél-Wales fegyenctelepként működött, főként fegyencek, katonák, matrózok és azok családjai által népesítve be a kolóniát.
Hamarosan megjelentek a bordélyok, a Bengáliából importált rum és az első gyilkosságokat is elkövették. A rendteremtésre London 1805-ben William Bligh-t küldte a gyarmatra. 1808-ban a gyarmat fellázadt ellene, ahogy annak idején a Bounty is. Utódja, Lachlan Mecquarie által végrehajtott reformok a szabad telepedők számára is vonzóvá tette Ausztráliát. Házakat, közműveket építettek és megnyílt az első bank is. Sydney tíz év alatt várossá lett.
1813-ban kelt át egy expedíció a Kék-hegységen (a Nagy-Vízválasztó-hegység) és pillantotta meg a mögötte elterülő sivatagot.
1817-ben elfogadták Matthew Flinders javaslatát, hogy a földrészt Új-Hollandia helyett Ausztráliának nevezzék.
A bennszülöttek fegyveres ellenállása rendszerint lemészárlásukkal végződött. 1856-ban született az első törvény a victoriai bennszülöttek védelmére, de ekkor már csak 50 000 őslakó élt a kontinensen.
Van Diemen’s Land, a mai Tasmania első települése 1803-ban jött létre és 1825-től önálló kolóniaként működött. Az Egyesült Királyság 1829-ben jelentette be igényét és fennhatóságát Nyugat-Ausztrália iránt, majd Új-Dél-Wales tartományától leválasztva 1836-ban Dél-Ausztrália, 1851-ben Viktória, 1859-ben Queensland és 1863-ban a független és szabad (azaz nem fegyenctelep) Dél-Ausztrália tartományaként az Északi terület tartományát hívta életre. Viktória és Nyugat-Ausztrália szintén szabad tartományként alapíttatott, később azonban befogadott fegyenceket, akiket az anyaország egészen 1864-ig deportált a kontinensre. Ugyan a földrész nagy része sokáig felfedezetlen maradt 1826-ban vagy 29-ben  Nagy-Britannia bejelentette egyeduralmát.
A brit korona 1823-as törvényével (New-South-Wales Act) életre hívta a Legfelsőbb Bíróságot és a Törvénykezési Tanácsot – gyakorlatilag felelős parlamentet. Ezen lépésekkel kívánta a korona bevezetni az angol polgári törvénykezést és rendet. Földkérdésekkel azonban egészen az 1830-as évekig nem foglalkoztak. Eleinte a felfedezők és bennszülöttek kapcsolata békés volt, alapvetően élelem, víz, szerszámok, ruhák és egyéb termékek cserekereskedelmében merült ki. Ez a viszony azonban hamarosan romlani kezdett, amint az őslakók ráeszméltek, hogy a föld és annak kincsei – amely a megélhetésüket biztosította – veszélybe került. Konfliktusokkal tűzdelt évtizedek után 1835-ben született két megállapodás a gyarmatosítok és az Aboriginal Kulin törzs között 600 ezer hold „megvásárlásáról” Melbourne környékén. Ez és ehhez hasonló ügyletek hatására Sir Richard Bourke, Új-Dél-Wales kormányzója nyilatkozatban jelentette ki, hogy a brit korona képviselőinek érkezése előtt Ausztrália földje senkinek tulajdonát nem képezte. A kérdés ezen irányú megközelítése egészen 1992-ig, a Mabo-ügy esetéig gyakorlatban volt.

## Az iparosodás kezdetei, az aranyláz
1851-ben Melbourne közelében aranyat találtak, pár hónappal később pedig Victoriában, Új-Dél Wales-ben és a Nagy-Vízválasztó-hegységben. Kitört az aranyláz.
Az aranyat keresők falvakat hoztak létre a kontinens belsejében, a Darling és a Murray folyó mentén. Melbourne-ből nagyvárost teremtett az arany, szállodákkal, színházzal, bankokkal és közvilágítással.
Több helyen találtak ezüstöt, rezet, cinket, melynek ipari mértékű bányászata a gazdaság forrása lett. 1854-ben a ballarati bányászok létrehoztak egy Reformligát, hogy tiltakozzanak a bányászati adó mértéke és a beszedés embertelensége miatt. Gátat építettek, és fegyverrel védték magukat. 30 bányász és 5 katona esett el a félórás ütközetben, ami végül is felgyorsította a reformokat. Az Eureka-gátnál lezajlott csata fontos epizódja lett az ausztrál történelemnek és folklórnak, amely nagyra tartja a bajtársiasságot és a természeti erőkkel dacoló férfiasságot.
Távíróállomásokat állítottak fel, melyek – Szingapúron át – kapcsolatban álltak Londonnal. A központi távíróállomás, a Telegraph Station Ausztrália közepén épült és lett egy város, Alice Springs magja.
A legendás útonálló, Ned Kelly, az ausztrál folklór központi figurája lett. 1868-tól Anglia már nem deportált elítélteket Ausztráliába, a kontinens öt gyarmata egyre inkább szabad országként kezdte életét élni.

## Önállósága
1901-ben Ausztrália, mint szabad államok szövetsége, a Brit Nemzetközösség tagja lett.
Ám a szabadságot a „Fehér Ausztráliában” hívők gondolták csak természetesnek: a faji megkülönböztetés törvény által védett irányelv lett, amikor 1901-ben az ázsiaiak bevándorlását lehetetlenné tévő törvény megszületett.
Queenslandben olajat találtak, továbbá hatalmas vasérc- és bauxit-, ón-, urán-, kvarc- és kőszénlelőhelyeket fedeztek fel; Dél-Ausztráliában a világ legnagyobb opálmezőjére bukkantak.
Átmenetileg Melbourne lett a főváros, de hogy véget vessenek a Sydney-vel való rivalizálásnak, az állam megvásárolta a leendő ausztrál fővárosi területet, és Walter Burley Griffin amerikai építészt megbízta Canberra felépítésével.
1914-ben Nagy-Britanniával együtt Ausztrália is hadat üzent Németországnak.
A nemzet a tűzkeresztségen a törökországi Gallipolinál esett át. Gallipoliból nemzeti legenda lett, Peter Weir a legnagyobb ausztrál filmrendező filmet is szentelt neki. A gallipoli csata után is még számos ütközetben tanújelét adták az ausztrál katonák bátorságuknak a törökök és a németek ellen.
1927-ben a parlament első ízben ülésezett az új fővárosban, Canberrában.
1941-ben Ausztrália hadat üzent Japánnak, amely a kontinens elfoglalására készült és Darwint bombázta. Az ausztrál hadsereg igen jelentősen kivette részét a japánok elleni harcokban, de éppúgy jutottak ausztrál erők Európába és Afrikába is, a Németország és Olaszország elleni harcokba. A háború után a gazdaság virágzásnak indult.
A kormány ösztönözte az európai betelepülést, érkeztek németek, olaszok, magyarok, görögök, lengyelek, szerbek, horvátok.
Ausztrália tejjel-mézzel folyó tágas Kánaánnak tűnt: végül 5 millió európai telepedett le.
1965-ben eltörölték a faji törvényeket. 1967-ben a népszavazáson a lakosok 90%-a egyetértett azzal, hogy bennszülöttek állampolgári jogokat kapjanak. 1986-ban megszüntették Ausztrália igazságszolgáltatásának maradék kapcsolatát az Egyesült Királyságéval az Australia Act 1986 elfogadásával.
Japán vált a fő gazdasági partnerré és ma a bevándorlók fele is Ázsiából jön, de nyugati típusú ország maradt.